# Zapolle (sielsowiet Krajsk)
Zapolle (biał. Заполле; ros. Заполье, Zapolje) – wieś na Białorusi, w obwodzie mińskim, w rejonie łohojskim, w sielsowiecie Krajsk. W 2019 roku liczyła 12 mieszkańców.